# Persenbeug-Gottsdorf
Persenbeug-Gottsdorf là một thị xã thuộc huyện Melk trong bang Niederösterreich.